# أوز فوكس
أوز فوكس (بالإنجليزية: Oz Fox)‏ هو مغني وعازف قيثارة أمريكي، ولد في 18 يونيو 1961 في ويتير في الولايات المتحدة.

## وصلات خارجية
- الموقع الرسمي
- أوز فوكس على موقع ميوزك برينز (الإنجليزية)
- أوز فوكس على موقع ميوزك برينز (الإنجليزية)
- أوز فوكس على موقع ديسكوغز (الإنجليزية)